# Code pénal japonais de 1907
Pour les autres articles nationaux ou selon les autres juridictions, voir Code pénal.
Lire en ligne

http://www.cas.go.jp/jp/seisaku/hourei/data/PC_2.pdf

Code pénal de 1880
Le code pénal (刑法 Keihō) japonais a été adopté en 1907 (Loi n° 45). Il est l'un des six codes qui forment la base du droit japonais.